# Bob McFarlane
Bob McFarlane (eigentlich Robert Malcolm McFarlane; * 28. Mai 1927 in London, Ontario; † 27. Februar 2006 ebd.) war ein kanadischer Sprinter und Mittelstreckenläufer.
Bei den Olympischen Spielen 1948 in London erreichte er über 400 m das Halbfinale und schied in der 4-mal-400-Meter-Staffel im Vorlauf aus.
Je zweimal wurde er Kanadischer Meister über 400 m bzw. 440 Yards (1948, 1950) und 880 Yards (1949, 1950). Seine persönliche Bestzeit über 440 Yards von 47,5 s (entspricht 47,2 s über 400 m) stellte er am 4. Juli 1947 in Montreal auf.
Sein Bruder Don McFarlane startete ebenfalls als Sprinter bei den Olympischen Spielen 1948.